# Anica Cevc
Anica Cevc, slovenska umetnostna zgodovinarka in muzealka, * 12. julij 1926, Ljubljana, † 11. oktober 2011, Ljubljana.

## Življenje in delo
Anica Cevc (rojena Hlepce), soproga umetnostnega zgodovinarja Emilijana Cevca, je leta 1950 diplomirala iz umetnostne zgodovine na ljubljanski Filozofski fakulteti in 1971 doktorirala na Univerzi v Beogradu. Sprva je bila kustosinja, leta 1965 pa je prevzela mesto ravnateljice Narodne galerije v Ljubljani, ki jo je vodila vse do svoje upokojitve leta 1991.
Anica Cevc je začela raziskovati novejše slovensko slikarstvo z Jelovškovimi risbami, delo nadaljevala z Leopoldom Layerjem, Fortunatom Bergantom in pručevanje sklenila z baročnim slikarstvom z disertacijo o Jožefu Antonu Lerchingerju in razpravo o Mathiasu von Görzu.
V času njenega ravnateljevanja v Narodni galeriji je sodelovala pri vrsti razstav in napisala več besedil v spremnih katalogih. Ena večjih razstav je bila Umetnost 17. stoletja na Slovenskem (1968), ki je obsegala slikarstvo, kiparstvo, iluminirane rokopise, nagrobnike, reliefe, grafiko in umetno obrt. Med pomembnejše razstave v umetnostnozgodovinski stroki se uvršča tudi Gotska plastika na Slovenskem (1973), ki sta jo postavila skupaj Emilijanom Cevcem. Ta razstava je predstavila umetnostni položaj slovenskih pokrajin v srednjem veku. Svojevrsten mejnik v času ravnateljevanja Anice Cevc je bila tudi razstava Kitajsko slikarstvo (1988), ki je bila najbolj obiskana razstava v Narodni galeriji. Sicer pa je njena zasluga med drugim tudi opredelitev bogatega fonda evropskih slikarjev v zbirkah Narodne galerije. Pod njenim vodstvom je pripravlja ta ustanova temeljne razstave doma in predstavljala slovensko umetnost po svetu. 
Sicer pa je Anica Cevc, ki je od svoje upokojitve dalje še naprej sodelovala z Narodno galerijo, tudi avtorica obsežne razstave Valentin Metzinger - življenje in delo baročnega slikarja. Razstava je imela  dva temeljna namena: rešiti pred nadaljnjim propadanjem vrsto umetnin prve kategorije in umestiti Metzingerja v pregled razvoja umetnosti Slovenije in v okvir srednjeevropskega baročnega slikarstva. Razstava Metzingerjevih slik je nastajala sedem let in pomeni življenjsko delo Anice Cevc.

## Nagrade in priznanja
- Red zaslug za ljudstvo z zlato zvezdo (1969)
- Valvasorjeva nagrada za življenjsko delo za leto 1977
- Župančičeva nagrada (2001)
- Leta 2001 jo je predsednik Republike Slovenije Milan Kučan odlikoval s Srebrnim častnim znakom svobode Republike Slovenije za življenjsko delo na področju kulture, posebej za zasluge pri ohranjanju, raziskovanju in predstavljanju slovenske umetnosti - ob 75-letnici ustvarjalnega življenja.[6]